# Encephalartos laurentianus
Encephalartos laurentianus — вид голонасінних рослин класу саговникоподібні (Cycadopsida).
Етимологія: вшанування бельгійського колекціонера 19-го століття Еміля Лорана (Emile Laurent), який ввів рослини цього виду в культуру.

## Опис
Рослини деревовиді; стовбур 15 м заввишки, 100 см діаметром. Листки довгочерешкові, завдовжки 400—700 см, темно-зелені, дуже блискучі; хребет зелений, троха зігнутий; черешок прямий. Листові фрагменти ланцетні; середні — 35–50 см завдовжки, 40–70 мм завширшки. Пилкові шишки 2–6, яйцеподібні, жовті, довжиною 17–35 см, 6–10 см діаметром. Насіннєві шишки 2–6, яйцевиді, жовті, завдовжки 35–40 см, 18–20 см діаметром. Насіння яйцеподібне, довжиною 40–50 мм, шириною 25–30 мм, саркотеста червона.

## Поширення, екологія
Країни поширення: Ангола; Демократична Республіка Конго. Росте між 450 і 550 м над рівнем моря. Знаходиться в закритому, вологому галерейному лісі вздовж річки Кванго і на відкритих червоного пісковика схилах вище.

## Загрози та охорона
Вид є мішенню колекторів.